# نشيد ألبانيا الوطني
النشيد للعلم (بالألبانية:Himni i Flamurit - هِيمني إي فلامُورِيت) هو النشيد الوطني الألباني، لحنه الملحن الروماني سيبريان پورامپيسكو (Ciprian Porumbescu)، وألف كلماته الشاعر أليكساندر ستاڤري درينوڤا (Aleksandër Stavre Drenova) في عام 1912.

## الكلمات

### الألبانية
1. Rreth flamurit të përbashkuar
2. Me një dëshir' e një qëllim,
3. Të gjith' atij duke iu betuar
4. Të lidhim besën për shpëtim.
5. Prej lufte veç ai largohet
6. Që është lindur tradhëtar,
7. Kush është burrë nuk frikësohet,
8. Po vdes, po vdes si një dëshmor!
9. Në dorë armët do t'i mbajmë,
10. Të mbrojmë atdheun në çdo kënd,
11. Të drejtat tona ne s'i ndajmë;
12. Këtu armiqtë s'kanë vënd!
13. Se Zoti vetë e tha me gojë
14. Që kombe shuhen përmbi dhé,
15. Po Shqipëria do të rrojë;
16. Për të, për të luftojmë ne!

### النشيد الوطني الألباني
حول علمنا واقفون متحدون
بأمنية واحدة، وهدف واحد
وحلفان مقدس نسكبه عليه
معلنين إخلاصنا لخلاصنا
من الحرب يمتنع فقط
من ولد كخائن
أما من هو رجل حقيقي فهو لا يخاف
لكن يموت كشهيد لأجل القضية
من الحرب يمتنع فقط
من ولد كخائن
أما من هو رجل حقيقي فهو لا يخاف
لكن يموت كشهيد لأجل القضية
بالسلاح اللذي نلوح به بأيدينا
سندافع عن وطننا
حقوقنا المقدسة لن نتخلى عنها
والعدو لا مكان له على أرضنا
لأن الله نفسه أعلن
كل دول الأرض ستذهب
بينما ألبانيا ستبقى وتزدهر
لأجلها لن يكون كفاحنا عبثًا
لأن الله نفسه أعلن
كل دول الأرض ستذهب
بينما ألبانيا ستبقى وتزدهر
لأجلها لن يكون كفاحنا عبثًا
أيها العلم ، أنت رمز مقدس
تحتك نحن الآن نقسم
لأجل ألبانيا وطننا العزيز
لأجل الشرف ورائك
من الحرب يمتنع فقط
من ولد كخائن
أما من هو رجل حقيقي فهو لا يخاف
لكن يموت كشهيد لأجل القضية